# InkLink
Der InkLink war ähnlich dem SmartPad ein ebenfalls von Seiko Instruments vertriebenes Gerät zur Digitalisierung. 
Der Inklink wurde auf der Cebit 2002 vorgestellt und kam Ende August 2002 auf den Markt.
Der InkLink ist selbst nur ein Adapter, der über einen normalen Schreibblock geklemmt wird, über Ultraschall die Position eines speziellen Stiftes misst und per Infrarot oder USB-Verbindung diese entweder an einen PDA mit Palm OS oder Pocket PC mit Windows CE,  einen PC oder ein Notebook ausgibt. Der Datentransfer wurde über den  InkLink Data Clip durchgeführt.
Die Software arbeitet nur auf PCs mit Microsoft Windows, bei den Versionen Windows Vista und Windows 7 muss der Kompatibilitätsmodus für einwandfreie Funktionalität verwendet werden.
Der InkLink-Stift wird von drei Knopfzellen-Batterien des Typs SR41 mit Strom versorgt.